# Брати Стругацькі
Аркадій та Борис Стругацькі — видатні радянські письменники, співавтори, сценаристи, класики сучасної наукової та соціальної фантастики. Брати Стругацькі після розпаду СРСР стали відомі як одні з провідних фантастів радянського часу та найвідоміші радянські фантасти на Заході, проте їхня творчість зазнавала жорсткої критики та осуду через радянську цензуру.
Народилися в родині вихідців з України, а саме Чернігівської губернії (зараз — в межах Чернігівської та Сумської області відповідно). Предки батька Стругацьких походять з Херсонської губернії, а матері — з Полтавської губернії. Брати Стругацькі мають змішане єврейське, українське та російське походження.
Часто скорочено ім'я Аркадія Натановича пишуть як «АН», а Бориса — «БН», спільна скорочена назва братів — «АБС».

## Стилістика
У своїх творах брати поєднували незвичні на ті часи стилі. В їхніх творах одночасно можна побачити авантюризм, філософію, любовні пригоди. Як стверджували самі брати, така суміш жанрів повинна була надати їхнім творам ще більший присмак незвичайного: «Бо хіба ж незвичайне — не наша основна тема?».
Оповідання «Шлях на Амальтею» було першим твором, написаним у стилі, як назвав його згодом Аркадій, «хемінгуеївського лаконізму». Обидва співавтори сиділи за одним столом у маминій кімнаті в Ленінграді, навпроти один одного. Один — за друкарською машинкою, інший — з листком паперу і ручкою. І так, слово за словом і абзац за абзацем, вони спільно обговорювали і шліфували «ідеальний кінцевий текст».

## Життєпис
Батько братів, Натан Залманович Стругацький, був мистецтвознавцем, мати, Олександра Іванівна Літвінчева, — вчителькою російської літератури. Аркадій Стругацький народився 28 серпня 1925 року в Батумі. Борис — 15 квітня 1933 в Ленінграді, куди переїхала сім'я. Наприкінці січня 1942 року разом з батьком евакуювалися з блокадного Ленінграда. Батько помер у Вологді 1942 року.
Аркадій закінчив Військовий інститут іноземних мов у 1949 році за спеціальністю — перекладач з англійської та японської мов. Був на викладацькій роботі в Канській школі військових перекладачів, служив дивізіонним перекладачем на Далекому Сході. Демобілізувався в 1955 році. Писати почав іще до війни, але його ранні твори не збереглися. Найдавнішим збереженим твором є повість «Як загинув майор Канг» 1946-го року. Борис закінчив механіко-математичний факультет Ленінградський державний університет з дипломом астронома, працював у Пулковській обсерваторії. Писати прозу розпочав у 1950-х.

### 1950—1956
У 1954—1955 роках у будинку матері з'явилась стара друкарська машинка. Її було відрегульовано дуже точно, а тому натискати на м'які клавіші було великим задоволенням. Тож все написане братами до 1958 року, як спільно, так і поодинці, було надруковано на цій машинці. Борис у спогадах згодом напише, що сумнівається, чи взагалі був би можливим їх творчий доробок, якби ця машинка не потрапила до їх дому.
«Піщана гарячка» — перший досвід спільної роботи братів. Це фантастична розповідь, написана в стилі прозаїчного буріме: одну сторінку друкували на машинці спочатку один брат, другу — інший. Це все відбувалось без жодних планів, не маючи жодної уяви про те, де відбуваються події, хто є героями і як це все повинно закінчитись.
Аркадій з Борисом так описували момент «початку» літературної кар'єри: 1954 року в Ленінграді, коли Аркадій приїжджав з дружиною до міста, брати гуляли набережною і обговорювали тодішню фантастичну літературу, скаржились на нудьгу і «беззубість». Олені, дружині Аркадія, врешті урвався терпець і вона сказала: «Якщо ви так добре знаєте, як треба писати, чому ж тоді самі не напишете, а тільки все погрожуєте і вихваляєтесь? Слабо?» Того ж моменту брати заключили парі, що напишуть бодай щось фантастичне, що відповідало б їх поглядам.
Широка популярність прийшла до братів Стругацьких після публікації оповідань, що належали до «твердої» наукової фантастики і вирізнялися увагою до психологічної розробки персонажів. Такими творами були «Шість сірників» (1959), «Випробування СКР» (1960), «Приватні припущення» (1960) та інші. Романи і повісті, в основному, створювалися братами у співавторстві. Також вони займалися перекладами американської наукової фантастики під псевдонімами С. Победін і С. Вітін.

### 1956—1962
Власну літературну кар'єру Аркадій Стругацький почав, надрукувавши 1956 року у співавторстві з Л. Петровим нефантастичну повість «Попіл Бікіні», присвячену випробуванню першої водневої бомби на атолі Бікіні. За висловом польського літературознавця і дослідника творчості братів Стругацьких Войцеха Кайтоха, перша повість була «типовим для того часу прикладом „антиімперіалістичної прози“». Вже з початку 60-х Аркадій активно займається перекладами (під власним іменем та під псевдонімом С. Бережков): найвідоміші переклади з японської Акутаґави Рюносуке, Кобо Абе, класичних творів 15-16 століття, а також переклади з англійської Джона Віндема, Айзека Азімова та ін.
1958 року в журналі «Техника — молодёжи» було опубліковано першу спільну роботу братів — науково-фантастичне оповідання «Ззовні», яке пізніше було перероблено в однойменну повість. Так виник творчий тандем, який існуватиме до самої смерті Аркадія Стругацького.

Публіка Пулковської обсерваторії, де того часу працював БН, досить тепло сприйняла публікацію оповідання, хтось з колег написав тоді таку рецензію:
Писатель Стругацкий с фантастикой дружен,
Научно подкован вполне —
Блистает мыслЯми внутри и снаружи
Бессмертная повесть «Извне».
1959 року виходить повість «Країна багряних хмар», яку пов'язували спільні герої з наступними повістями «Шлях на Амальтею» (1960), «Стажери» (1962), а також оповіданнями першої збірки братів Стругацьких «Шість сірників» (1960) і які поклали початок циклу творів про «Світ Полудня».
19 березня 1959 року Аркадій писав у листі Борису, що закінчував роботу над повістю «Репетиція оркестру» і вважав, що натрапив на унікальну творчу ідею. Згодом Борис розвінчав надії брата, пояснюючи, що в тому оповіданні не було нічого екстраординарного. Після багатьох переробок і корегувань твір було опубліковано, що характерно, в журналі «Винахідник і раціоналізатор».
Вже перші літературні роботи братів Стругацьких, незважаючи на їхню відповідність принципам «соціалістичного реалізму», значно відрізнялися від тодішних зразків фантастики. Більший психологізм, «несхематичність» персонажів, сміливі наукові й соціальні ідеї, гумор, загальний високий художній рівень вигідно відрізняли ці твори від інших фантастичних творів тих часів. Саме у перших оповіданнях брати Стругацькі вперше вдало випробували метод побудови власного цілісного світу майбутнього — це була перша подібна спроба в радянській фантастиці. На відміну від аналогічних масштабних побудов Роберта Хайнлайна, Урсули Ле Ґуїн, Пола Андерсона, Ларрі Нівена та інших майбутнє Стругацьких не мало чіткої хронологічної схеми, воно вибудовувалося поступово через «наскрізних» персонажів, які дрейфували з книжки в книжку інколи як повноцінні герої, інколи епізодично, щоб згодом такі фрагменти вибудовувалися в яскраву, внутрішньо логічну й органічну мозаїку — світ «Полудня ХХІІ століття».
Програмним твором цього раннього періоду стала повість «Повернення (Полудень, ХХІІ століття)», в якій намальовано перспективу майбутнього людства, представники якого — світлі, розумні люди, завзяті дослідники космосу, шукачі й творчі особистості.
Ця повість відзначає собою закінчення першого, досить романтичного етапу творчості братів Стругацьких, за яким почався період значної літературної еволюції, рух до складніших соціальних і філософських ідей.

### 1962—1968
Вже у наступній повісті, сюжетно пов'язаній з попередніми, «Далека Райдуга» (1963) проявився новий творчий почерк братів Стругацьких. Замість ідеалістичних картин майбутнього зображалася катастрофа на далекій планеті внаслідок непродуманих наукових експериментів. Саме в цьому творі на передній план виходить одна з головних тем всієї подальшої творчості Стругацьких — важкий моральний вибір людини, яка вимушена вибирати між поганим і дуже поганим. У цій же повісті вперше позначається проблема, яка займатиме авторів у подальших творах і яка засвідчує появу складніших побудов у творах: що робитимуть і як почуватимуть себе в новій світлій реальності Полудня люди, позбавлені творчого начала. Суттєвий розрив між блискавичним науковим прогресом і інертною людською свідомістю, авангардом людства та сірою масою показується у повісті «Спроба втекти» (1962). Цю тему Стругацькі ще детальніше розробляють в наступному, багато в чому програмному творі — «Важко бути богом» (1964). У повісті «Хижі речі століття» (1965) Стругацькі звертаються до актуальних проблем сучасності, малюючи гротескну модель майбутнього суспільства споживання — таким, яким може стати світ, якщо рухатиметься за тенденціями середини 60-х. Композиційно цей твір, за словами Войцеха Кайтоха, став «специфічно радянською антиутопією», першою в радянській літературі «антиутопією в утопії».
Паралельно Стругацькі пишуть низку творів, що не вкладалися в межі стандартних на той час жанрів і виходили за тематику «Світу Полудня»: сповнену гумору і оптимізму «казку для молодших наукових співробітників» «Понеділок починається в суботу» (1965) та її продовження — повість «Казка про Трійку» (1968), де легкий гумор змінюється жорсткою сатирою на бюрократичний соціалізм. «Казка», навіть після урізання на вимогу цензури, потрапила під заборону, а іркутський журнал «Ангара», де його повість було опубліковано, припинив своє існування. «Казка про Трійку» позначила новий етап у творчості братів Стругацьких — період майже повного зникнення з офіційної літератури, перехід у статус письменників самвидаву.
Офіційна ж критика Стругацьких загострюється, дедалі частіше з'являються рецензії такого ґатунку: «Розгул машин, технічний прогрес, який все пожирає і придушує у своїй нелюдяності в „Равлику на схилі“. Страшна сила речей над спустошеними душами у „Хижих речах століття“. Масове ошукання людей за допомогою досить примітивних технічних засобів в ім'я якихось туманних цілей у „Населеному острові“. Насправді, всі ці моделі не виглядають такими вже й нейтральними щодо теперішнього світу. Малюючи як щось фатальне, невблаганне, непідвладне соціальній волі людей це торжество речей, автори — свідомо чи ні — знецінюють роль наших ідей, сенс нашої праці, всього того, що дороге нашому народу.»

### 1968—1986
Вже наступну повість Стругацьких — один з найскладніших у філософському плані їхній твір — «Равлик на схилі» (1968) було опубліковано лише частково. Радянська критика допустила видання тільки частини «Ліс», оскільки друга «Управління», зображала безглуздий бюрократичний апарат з алюзіями на радянські реалії.
Подібно і в повісті «Друге нашестя марсіан» (1967) імена персонажів, запозичені з грецької міфології, не могли приховати алюзії на сучасність. Головним питанням твору стало не дуже політкоректне для тих часів «Чи можна застосувати поняття честь, гідність, гордість до всього людства?» Схожа проблема: чи готове людство до зустрічі з невідомим (зокрема з інопланетною цивілізацією) — готове перш за все в інтелектуальному, соціальному і моральному планах, ставилася в повісті «Готель «У Загиблого Альпініста»» (1970). У цій повісті Стругацькі також спробували нову для себе форму фантастичного детективу, до якої вони ще повернуться пізніше у романах «Жук у мурашнику» та «Хвилі гасять вітер».
Призупинивши творчі експерименти, Стругацькі повертаються у наступних творах до теми «Світу Полудня». Вони пишуть повісті «Населений острів» (1969), «Малюк» (1971), «Хлопець із пекла» (1974). Радянська цензура важко сприйняла появу цих творів. Так під час підготовки «Населеного острова» до публікації в першому зібранні творів 1991 року авторам довелося поновити більш ніж 900 цензурних редагувань, які було внесено до тексту редакторами.
Нові твори виходять або у вкрай урізаному вигляді (як наприклад, «Пікнік на узбіччі», який з'явилися у багатотомній «Бібліотеці сучасної фантастики» у вигляді кількох глав), або в малодоступних журналах на кшталт «Даугави» чи «Знание-сила».
У повісті «За мільярд років до кінця світу» (1976) Стругацькі повертаються до теми вибору, який вимушена робити людина. Герої повісті стикаються з жорсткою необхідністю вибирати між творчістю і можливою загибеллю, яка неминуче станеться, якщо вони не відмовляться від своїх пошуків істини. У ці ж роки було написано роман «Град приречений» (1975, опубл. у 1988—1989), в який «у декораціях штучного „міста в табакерці“, точніше, у пробірці, збираються заблудлі душі з найрізноманітніших часів і частин світу… Стругацькі відпрацювали відмінну, живу й здатну до еволюції модель людської генерації, народжену комуністичним Експериментом. Вони досить витончено й заощадливо демонструють різні стадії життєвого циклу „радянської Психеї“, її мандрів ідеологічними просторами і лабіринтами»
Для цього твору, як і для наступного роману «Кульгава доля» (1982, опубл. у 1986) характерне наділення головних персонажів автобіографічними рисами.
У наступних романах Стругацькі підбивають остаточний підсумок утопічній тематиці «Світу Полудня». У романах «Жук у мурашнику» (1979; премія «Аеліта» 1981 рок) та «Хвилі гасять вітер» (1985) Стругацькі ясно демонструють переконання, до якого вони прийшли внаслідок багаторічних досліджень можливостей і ймовірностей майбутнього: ніякий технічний прогрес не принесе і не може принести щастя людству, якщо не зміниться саме людство, не позбудеться «внутрішньої мавпи». Такий висновок фактично закриває радянський «цензурний» період творчості Стругацьких.

### 1986—1991
Тема «виховання справжньої Людини» знаходить розвиток у романі «Обтяжені злом, або Сорок років по тому» (1988), дія якого відбувається паралельними потоками у минулому, теперішньому і майбутньому. Російський критик Федор Снєгирьов так характеризує основний мотив роману: «Сенс всіх цих екскурсів… бачиться ось в чому. Один Вчитель (навіть екстра-класу) не здатний однією лише силою своїх знань, своєю власною переконаністю незворотно підштовхнути соціум до прогресу (як його розуміє Вчитель) і при цьому застраховувати свою педагогічну концепцію від спотворень у часі. Але й не спробувати це зробити він не може.».
Останнім спільним твором Стругацьких стала п'єса «Жиди міста Пітера, або Невеселі бесіди при свічах» (1990) — попередження оптимістичним надіям 90-х, що всі демократичні зміни не є процесом незворотнім.
Незважаючи на такий потужний і міцний творчий союз, протягом всього свого літературного життя брати Стругацькі писали й окремо один від одного. Так, Аркадій Стругацький під псевдонімом С. Ярославцев написав бурлескну казку «Експедиція до пекла» (1974, частини 1-2; 1984, частина 3) (твір за своєю фентезійною суттю радикально не схожій на традиційні філософські роботи Стругацьких), а також повісті «Подробиці життя Микити Воронцова» (1984) та «Диявол серед людей» (1990-91, опубл. в 1993). Микита Воронцов, герой повісті, потрапляє в кільце часу і багаторазово переживає одне й те те саме життя, не в змозі щось по-справжньому в ньому змінити. Герой повісті «Диявол серед людей» Кім Волошин, пройшовши важкі випробування, стає всемогутнім деміургом, здатним міняти долі людей, але не здатний зробити світ кращим. Тема «Диявола серед людей» знайде своє продовження в романі «Пошук призначення, або Двадцять сьома теорема етики» (1994—1995), який під псевдонімом С.Вітицький Борис Стругацький видасть вже після смерті брата Аркадія 1991 року.

### Після 1991
Зі смертю Аркадія перестав писати і Борис Стругацький. Утім, згодом він знайшов в собі сили продовжити, за власним визначенням, «пиляти грубу колоду літератури подвійною пилою, але без напарника». 1995 року виходить роман «Пошук призначення, або Двадцять сьома теорема етики», в сюжетну основу якого лягає ідея про практичне застосування двадцять сьомої теореми етики Спінози, що звучить таким чином: «річ, визначена до якоїсь дії, необхідно визначена таким чином Богом. Не визначена Богом, така річ сама себе визначити до дії не може». 2003 року виходить роман «Безсилі світу цього», в якому Борис Стругацький продовжує дослідження теми невблаганної долі та обмежених можливостей навіть найкращих і найталановитіших впливати на навколишню дійсність. Борис Стругацький помер 19 листопада 2012 року у Санкт-Петербурзі.
У березні 2017 року спадкоємці братів Стругацьких, Марія Аркадіївна і Андрій Борисович, виклали усі твори Аркадія і Бориса в Інтернеті для вільного доступу. Своє рішення вони пояснили тим, що боротьба з піратством безуспішна: «Законослухняні сайти виконали наше прохання прибрати книги Стругацьких з вільного доступу, але, на жаль, існують ще міріади ресурсів абсолютно незаконослухняних, і здолати їх, як не прикро, абсолютно неможливо…».

### Романи та повісті
- 1958 — Ззовні (рос. Извне)
- 1959 — Країна багряних хмар (рос. Страна багрових туч)
- 1960 — Шлях на Амальтею (рос. (Путь на Альматею)
- 1962 — Полудень, XXII сторіччя (рос. Полдень, ХХІІ век)
- 1962 — Стажери (рос. Стажеры)
- 1962 — Спроба втечі (рос. Попытка к бегству)
- 1963 — Далека Райдуга (рос. Далекая Радуга)
- 1964 — Важко бути богом (рос. Трудно быть богом)
- 1964 — Понеділок починається в суботу (рос. Понедельник начинается в субботу)
- 1965 — Хижі речі століття (рос. Хищные вещи века)
- 1990 — Неспокій (перший варіант Равлика на схилі, написаний 1965 року) (рос. Беспокойство)
- 1968 — Равлик на схилі (рос. Улитка на склоне)
- 1987 — Бридкі лебеді (написана 1968 року) (рос. Гадкие лебеди)
- 1968 — Друге нашестя марсіян (рос. Второе нашествие марсиан)
- 1968 — Казка про Трійку (рос. Сказка о Тройке)
- 1970 — Готель «У Загиблого Альпініста» (рос. Отель «У Погибшего Альпиниста»)
- 1971 — Населений острів (рос. Обитаемый остров)
- 1971 — Малюк (рос. Малыш)
- 1972 — Пікнік на узбіччі (рос. Пикник на обочине)
- 1972 — Град приречений (рос. Град обреченный)
- 1974 — Хлопець із пекла (рос. Парень из преисподней)
- 1976 — За мільярд років до кінця світу (рос. За миллиард лет до конца света)
- 1978 — Повість про дружбу і недружбу (рос. Повесть о дружбе и недружбе)
- 1980 — Жук у мурашнику (рос. Жук в муравейнике)
- 1982 — Кульгава доля (рос. Хромая судьба)
- 1985 — Хвилі гасять вітер (рос. Волны гасят ветер)
- 1988 — Обтяжені злом, або Сорок років по тому (рос. Отягощенные злом, или Сорок лет спустя)
- 1990 — Жиди міста Пітера, або Невеселі розмови при свічках (п'єса) (рос. Жиды города Питера, или Невеселые разговоры при свечах)

### Збірники оповідань
- 1959 — Шість сірників (рос. Шесть спичек)
- 1958 — «Шість Сірників» (рос. Шесть спичек)
- 1958 — «Спонтанний рефлекс» (рос. Спонтанный рефлекс)
- 1959 — «Забутий дослід» (рос. Забытый експеримент)
- 1959 — «Випробування СКИБР» (рос. Испытание СКИБР)
- 1959 — «Особисті припущення» (рос. Частные предположения)
- 1960 — «Надзвичайний випадок» (рос. Чрезвычайное происшествие)
- 1962 — Полудень, XXII сторіччя (рос. Полдень, ХХІІ век)
- 1960 — «Майже такі» (рос. Почти такие же)
- 1961 — «Перестарок» (рос. Перестарок)
- 1962 — «Зловмисники» (рос. Злоумышленники)
- 1961 — «Хроніка» (рос. Хроника)
- 1961 — «Двоє з „Таймиру“» (рос. Двое с «Таймыра»)
- 1961 — «Рухомі дороги» (рос. Самодвижущиеся дороги)
- 1959 — «Скатерть-самобранка» (рос. Скатерть-самобранка)
- 1962 — «Повернення» (рос. «Возвращение»)
- 1962 — «Томління духу» (рос. Томление духа)
- 1959 — «Десантники» (рос. Десантники)
- 1960 — «Глибокий пошук» (рос. Глубокий поиск)

### Під псевдонімом С.Ярославцев
- «Експедиція до пекла» (рос. Экспедиция в преисподнюю)
- «Подробиці життя Микити Воронцова» (рос. Подробности жизни Никиты Воронцова)
- «Диявол серед людей» (рос. Дьявол среди людей)

### Під псевдонімом С.Вітицький
- «Пошуки призначення, або Двадцять сьома теорема етики» (рос. Поиск предназначения, или Двадцать седьмая теорема этики)
- «Безсилі світу цього» (рос. Бессильные мира сего)

### Кіносценарії
- «День затемнення» (рос. День затмения)
- «Чародії» (рос. Чародеи)
- «Машина бажань» (рос. Машина желаний)
- «Сталкер» (рос. Сталкер)
- «Справа про вбивство» (рос. Дело об убийстве)
- «П'ять ложок елексіру» (рос. Пять ложек эликсира)
- «Хмара» (рос. Туча)
- «Листи мертвої людини» (рос. Письма мертвого человека)

### Інший творчий доробок
Брати Стругацькі є авторами кількох кіносценаріїв, а також великої кількості перекладів з японської та англійської мов, що виходили під власними іменами, а також псевдонімами С. Бережков, С. Вітін, С. Победін.
Для повного зібрання творів Стругацьких Борис Натанович підготував «Коментарі до пройденого» (2000—2001), де він докладно описує історію створення творів, деталі творчого процесу та інші цікаві подробиці світу братів Стругацьких. З червня 1998 року Борис Стругацький регулярно вів он-лайн інтерв'ю на своєму офіційному сайті. Твори братів Стругацьких було перекладено на 42 мови у 33 країнах світу, включаючи українську.
Основна думка, яку своєю творчістю довели брати Стругацьких, полягає в тому, що фантастика є лише формою, одним з можливих жанрів, література не розділяється на фантастику і нефантастику, радше — на літературу якісну і літературу неякісну.

## Фільмографія
- 1979 — Готель «У Загиблого Альпініста» (рос. Отель «У Погибшего Альпиниста»), реж. Григорій Кроманов)
- 1979 — Сталкер, реж. Андрій Тарковський
- 1982 — Чародії (рос. Чародеи), реж. Костянтин Бромберг
- 1989 — Важко бути богом (рос. Трудно быть богом), реж. Петер Фляйшман
- 1990 — Спокуса Б. (рос. Искушение Б.), реж. Аркадій Сіренко
- 2006 — Гидкі лебеді (рос. Гадкие лебеди), реж. Костянтин Лопушанський
- 2008 — Важко бути богом, (рос. Трудно быть богом), реж. Олексій Герман
- 2008 — Населений острів (рос. Обитаемый остров), реж. Федір Бондарчук, в Україні вийшов у прокаті 1 січня 2009 року під назвою «Залюднений острів».

## Переклади українською
- Борис та Аркадій Стругацькі. Населений острів. Переклад з російської: Станіслав Павловський; художник: Костянтин Сулима. Київ: Веселка, 1991. — 304 стор. ISBN 5-301-00987-7
- Борис та Аркадій Стругацькі. Малюк. Пікнік на узбіччі. Хлопець із пекла (повісті). Переклад з російської: Анатолій Саган; За загальною редакцією Бориса Щавурського. Тернопіль: Навчальна книга — Богдан; Київ: Веселка, 2007. — 368 с. — (Бібліотека світової літератури для дітей у 100 томах «Світовид». Серія третя. Література XX століття.) ISBN 966-692-283-5 (серія «Бібліотека світової літератури для дітей у 100 томах „Світовид“») ISBN 966-692-715-2 (Вид. «Навчальна книга — Богдан») ISBN 966-01-0425-1 (Вид. "Веселка)
  - (окремими книжками) Борис та Аркадій Стругацькі. Малюк. Переклад з російської: Анатолій Саган; За загальною редакцією Бориса Щавурського. Тернопіль: Навчальна книга — Богдан 2011. 211 с. (серія «Горизонти фантастики»). ISBN 978-966-10-2118-0 (серія). — ISBN 978-966-10-1394-9
  - (окремими книжками) Борис та Аркадій Стругацькі.  Хлопець із пекла. Переклад з російської: Анатолій Саган; За загальною редакцією Бориса Щавурського. Тернопіль: Навчальна книга — Богдан 2011. 143 с. (серія «Горизонти фантастики»). ISBN 978-966-10-2118-0 (серія). — ISBN 978-966-10-1396-3
  - (окремими книжками) Борис та Аркадій Стругацькі. Пікнік на узбіччі. Переклад з російської: Анатолій Саган; За загальною редакцією Бориса Щавурського. Тернопіль: Навчальна книга — Богдан 2011. 240 с. (серія «Горизонти фантастики»). ISBN 978-966-10-2118-0 (серія). — ISBN 978-966-10-1395-6
- Борис та Аркадій Стругацькі. Понеділок починається в суботу: казка для наукових співробітників молодшого віку. Переклад з російської: Анатолій Саган; За загальною редакцією Бориса Щавурського. Тернопіль: Навчальна книга — Богдан. 2011. 311 с. (серія «Горизонти фантастики»). ISBN 978-966-10-1397-0. ISBN 978-966-10-2118-0 (серія)